# Gerrit de Blanken
Gerrit de Blanken (Leiderdorp, 12 januari 1894 – aldaar, 16 juli 1961) was een Nederlands keramist.

## Leven en werk
De Blanken is in het pottenbakkersvak opgeleid voor het draaien van seriewerk, maar hij ging zich gaandeweg richten op kunstaardewerk. In 1910 begon hij met werken bij een bloempotten-draaierij in Leiderdorp. Daarna heeft hij bij verschillende aardewerkfabrieken gewerkt, waaronder Amphora. Hij was sinds 1924 zelfstandig pottenbakker met een eigen atelier, achtereenvolgens in Leiderdorp (1919-1925) en in Zoeterwoude-Rijndijk. Hij vervaardigde eenvoudig gebruiks- en sieraardewerk dat onder meer werd verkocht door 't Binnenhuis en door Metz & Co.
Gerrit de Blanken vervaardigde uitsluitend gedraaid aardewerk. Zijn werk is sober van stijl, vaak zeer dunwandig. Opvallend is het veelvuldig gebruik van verschillende kleuren voor de binnenkant en de buitenkant van een schaal of pot. Hij heeft onder andere ontwerpen van Chris Lebeau uitgevoerd.
Als docent aan de Rotterdamse Academie van Beeldende Kunsten gaf hij les aan onder anderen Don Kroes, Dick Loef, Jan Oosterman jr. en Henny Radijs.

## Collecties
Zijn werk is onder meer opgenomen in de collectie van het Gemeentemuseum Den Haag en van Museum Boijmans Van Beuningen.

## Afbeeldingen

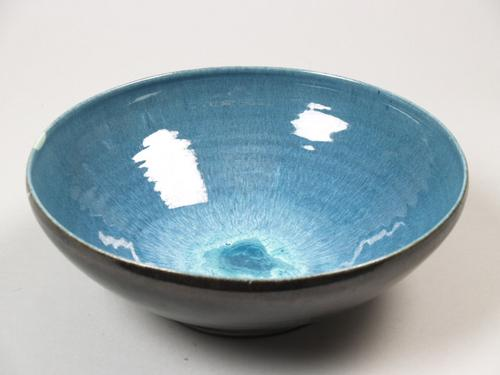
Schaal overdekt met (extern) zwart, (intern) blauw en in het centrum groen lopend glazuur
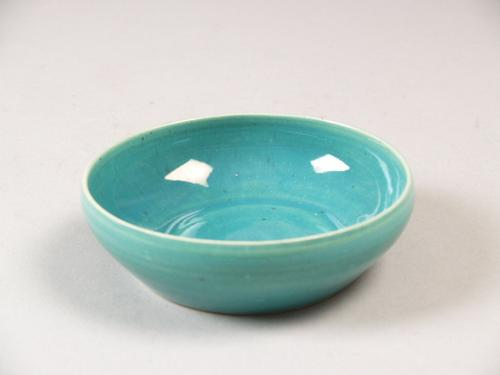
Schaal met monochroom turquoise glazuu
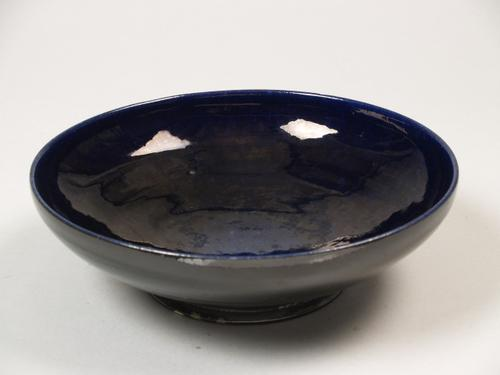
Schaal overdekt met monochroom diepblauw tot zwart glazuur
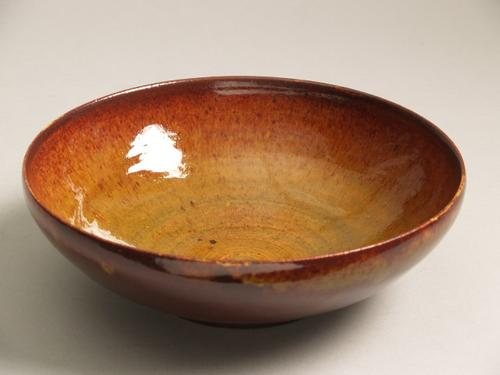
Schaal met glazuurdecoratie, 1955-61.jpg